# Yasin Ehliz
Yasin Ehliz (* 30. prosince 1992, Bad Tölz, Německo) je německý lední hokejista, hráč klubu Thomas Sabo Ice Tigers v německé DEL. Po Sinanu Akdağovi je historicky druhým hráčem tureckého původu, který nastoupil v německé seniorské hokejové reprezentaci.
Hraje na pozici levého či pravého křídla.

## Klubová kariéra
V juniorských letech hrál za německý tým EC Bad Tölz. V roce 2010 debutoval v německé nejvyšší lize DEL v dresu klubu Thomas Sabo Ice Tigers (dřívější Nürnberg Ice Tigers).

## Reprezentační kariéra
Nastupoval za německé mládežnické výběry.
V německé seniorské reprezentaci v ledním hokeji debutoval 18. prosince 2013 v Essenu proti Lotyšsku a stal se po Sinanu Akdağovi teprve druhým hráčem tureckého původu, který nastoupil v německém národním hokejovém týmu.
Zúčastnil se MS 2014 v Bělorusku a MS 2015 v České republice.